# 加许尼文
加许尼文（阿拉伯文：‎，拉丁化：Garshuni或Karshuni）一译卡尔舒尼文，是指使用叙利亚字母书写的阿拉伯文。

## 歷史
加许尼文起源于七世纪，当时阿拉伯语成正成为新月沃地居统治地位的语言，但阿拉伯字母还未完全成形，文本常以叙利亚字母书写。有证据表明加许尼文影响了现代阿拉伯字母的风格。后来，加许尼文仍在黎凡特与美索不达米亚使用阿拉伯语地区的一些叙利亚基督教团体中使用，直至今日。

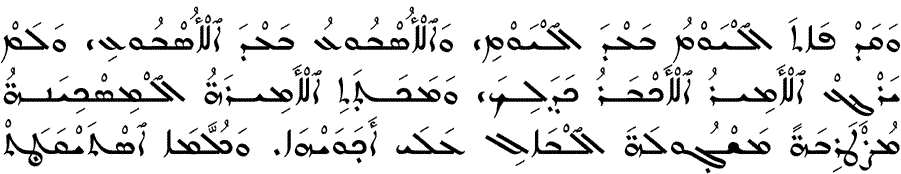
加许尼文示例。阿拉伯文：وَقَدْ فَاتَ ٱلْيَوْمُ بَعْدَ ٱلْيَوْمِ، وٱلْأُسْبُوعُ بًعْدَ ٱلْأُسْبُوعِ، وَلَمْ يَرْجِعْ ٱلْأَمِيرُ ٱلْأَكْبَرُ كَذَلِكَ، وَمَكَثَتِ ٱلْأَمِيرَة ٱلْمِسْكِيَنةُ مًضْطَرِبَةً مَشْغُولَةَ ٱلْبَالِ عَلَى أخَوَيْهَا. وَكُلَّمَا ٱسْتَيْقَظَتْ…

土耳其语、库尔德语、波斯语、粟特语、马拉雅拉姆语等其他语言偶而也曾用叙利亚字母书写，有时也被称为加许尼文。